# 1547
Năm 1547 (số La Mã: MDXLVII) là một năm thường bắt đầu vào thứ bảy trong lịch Julius.

## Mất
- 28 tháng 1: Henry VIII của Anh